# Vidus Vidius
Vidus Vidius (Florença, 10 de Fevereiro de 1509 — Pisa, 26 de Maio de 1569) foi médico, cirurgião e anatomista italiano a serviço da corte da França, foi médico particular de Cosme I de' Medici (1519-1574). Seu pai era médico e sua mãe era filha do pintor Domenico Ghirlandajo. Depois de praticar medicina em Florença e Roma, foi convidado por Francisco I para vir à Paris como seu médico pessoal e como primeiro professor de medicina do Colégio Real de França. Em Paris, Guido Guidi fez amizade com Benvenuto Cellini e publicou um livro sobre Cirurgia em 1544
Esse livro, ilustrado por Rosso Fiorentino (1494-1540), Francesco Primaticcio (1504-1570) e Francesco Salviati (1510-1563) era o mais bem ilustrado, na época, e se baseava nas obras de Hipócrates, Galeno e Oríbasio de Pérgamo. Em 1547, com a morte de Francisco I, retornou à Itália para se tornar médico pessoal de Cosme I de' Medici (1519-1574) e também professor da Universidade de Pisa. O nervo vidiano ou nervo do canal pterigóideo e a artéria vidiana tiveram esses nomes em sua homenagem. No Colégio de France foi substituído por Jacobus Sylvius.

## Obras

De curatione membratim libri, 1594

- Chirurgia è Graeco in Latinum conversa: Vido Vidio Florentino interprete ... - 1544
- Hippocratis Coi de Fracturis, V. Vidio ... Interprete - 1547
- De medicamentis libri sex (Mss., II.III.30)
- De chirurgia libri quatuor (II.III.31)
- Anatome libri septem (II.III.32).
- Chirurgia: De chirurgia scriptores optimi quique veteres et recentiores ... - 1555
- Vidi Vidii ... De curatione generatim pars prima: in qua rerum ... - 1587
- De febribus libri VII a mendis ... repurgati. Ludovici Mercati de febre ... - 1595
- Ars Medicinalis, entre 1596 e 1611
- Vidus Vidius ... opera omnia, sive ars medicinalis ... - 1626
- Opera omnia, sive ars medicinalis: in qua cuncta quae ad humani corporis ... - 1626